# Kemény Gábor (nyelvész)
Kemény Gábor (Budapest, 1948. május 10. – 2021. március 7.) magyar nyelvész, egyetemi tanár. A Magyar Tudományos Akadémia doktora 2002 óta, az MTA Nyelvtudományi Intézete Lexikológiai és Lexikográfiai Osztályának ny. tudományos tanácsadója, a Miskolci Egyetem magyar nyelvtudományi tanszék professor emiritusa, több stilisztikai és nyelvhelyességi tárgyú könyv szerzője, társszerzője.
Apja Kemény G. Gábor (1915–1981) történész. Felesége Sulyok Katalin (1972 óta), gyermekei: Gábor (1985), Anna (1986).

## Életútja
Középiskolai tanulmányait a József Attila Gimnáziumban végezte Budapesten 1962 és 1966 között. Egyetemi éveit az ELTE Bölcsészettudományi Kar magyar nyelv és irodalom szakán töltötte 1966-tól 1971-ig.
Ezt követően az MTA Nyelvtudományi Intézetben tudományos ösztöndíjas gyakornokként dolgozott 1971 és 1973 között. 1973-tól tudományos segédmunkatárs, 1976-tól tudományos munkatárs, 1988-tól tudományos főmunkatárs (1988–1993 között tudományos osztályvezető). 2002-től tudományos tanácsadó. 2010-től nyugdíjas, a Nagyszótár szerződéses munkatársa. 1994-től a ME BTK Magyar Nyelvtudományi Tanszékének docense, 2003-tól egyetemi tanára. 1998-tól 2003-ig tanszékvezető, 2018 májusától professor emeritus volt.
1973-ban egyetemi doktori fokozatot szerzett. 1987-től a nyelvtudomány kandidátusa, 2002-től az MTA doktora (nyelvtudomány). Habilitációja 2002. november 11-én volt a DE BTK Magyar Nyelvtudományi Tanszékén.
1978-ban Gombocz Zoltán-éremmel, 2012-ben Kosztolányi Dezső-díjjal jutalmazta a Magyar Nyelvtudományi Társaság. 1999-ben Lőrincze Lajos-díjat kapott az Anyanyelvápolók Szövetségétől.
Tudományos ösztöndíjai
- 1971–1973 MTA
- 1987–1988 Soros
- 1997–2001 SZPÖ (professzori ösztöndíj).

1976 óta tagja különféle akadémiai bizottságoknak (anyanyelvi, magyar nyelvi, nyelvtudományi bizottság, stilisztikai, magyar nyelvészeti munkabizottság). 1982 óta tagja a Magyar Nyelvőr szerkesztőbizottságának, 1992 óta egyik szerkesztője az Édes Anyanyelvünknek, tagja a Magyar Nyelvtudományi Társaságnak, a Magyar Irodalomtörténeti Társaságnak, a Nemzetközi Magyar Filológiai (Hungarológiai) Társaságnak, az Anyanyelvápolók Szövetségének; 2007-től az MTA közgyűlési doktor képviselője volt.
Előadásai nemzetközi kongresszuson: 1972, 1977, 1983, 1988, 1994. Magyar Nyelvészek Nemzetközi Kongresszusa: 1986, 1991, 2006. Hungarológiai Kongresszus: 1990. Finnugor Kongresszus.

## Munkássága
Főbb szakterületei: magyar nyelvészet, stilisztika, nyelvművelés, szövegtan.
1972 óta folytatott publikációs tevékenységet. Ennek eredménye 33 könyv (egy részük társszerzős), 270 tudományos közlemény (tanulmány, cikk, recenzió) és körülbelül 800 ismeretterjesztő cikk.

## Művei
- Krúdy képalkotása; Akadémiai Kiadó, Bp., 1974
- Képszerűség és kompozíció Krúdy prózájában; Akadémiai Nyomda, Bp., 1975 (Nyelvőr füzetek)
- Bíró Ágnes–Grétsy László–Kemény Gábor: Hivatalos nyelvünk kézikönyve; Pénzügyminisztérium Államigazgatási Szervezési Intézet, Bp., 1976
- Szindbád nyomában. Krúdy Gyula a kortársak között; MTA Nyelvtudományi Intézet, Bp., 1991 (Linguistica Series A Studia et dissertationes)
- Normatudat, nyelvi norma; szerk. Kemény Gábor; MTA Nyelvtudományi Intézet, Bp., 1992 (Linguistica Series A Studia et dissertationes)
- Mondd és írd! Válogatott nyelvművelő cikkek, szerk. Kemény Gábor, Szántó Jenő, Auktor, Bp. 1992
- Képekbe menekülő élet. Krúdy Gyula képalkotásáról és a nyelvi kép stilisztikájáról; Balassi, Bp., 1993
- A magyar nyelvi norma érvényesülése napjaink nyelvhasználatában; szerk. Kemény Gábor, Kardos Tamás; MTA Nyelvtudományi Intézet, Bp., 1994 (Linguistica Series A Studia et dissertationes)
- Nyelvművelő kéziszótár. Szerk. Grétsy László, Kemény Gábor. Auktor, Bp. 1996
- A metafora grammatikája és stilisztikája (szerk.); Tinta Könyvkiadó, Bp., 2001 (Segédkönyvek a nyelvészet tanulmányozásához)
- Bevezetés a nyelvi kép stilisztikájába; Tinta Könyvkiadó, Bp., 2002 (Segédkönyvek a nyelvészet tanulmányozásához)
- Mondd és írd! Válogatott nyelvművelő cikkek; szerk. Kemény Gábor, Szántó Jenő; 2. bőv. kiad.; Auktor, Bp., 2002
- Nyelvművelő kéziszótár; szerk. Grétsy László, Kemény Gábor; 2., jav., bőv. kiad.; Tinta Könyvkiadó, Bp., 2005 (A magyar nyelv kézikönyvei)
- Nyelvi mozaik – Válogatás négy évtized nyelvművelő írásaiból; Tinta Könyvkiadó, Bp., 2007 (Segédkönyvek a nyelvészet tanulmányozásához)
- A nyelvtől a stílusig – Válogatott tanulmányok, cikkek; Tinta Könyvkiadó, Bp., 2010 (Segédkönyvek a nyelvészet tanulmányozásához)
- Krúdy körül – Stilisztikai tanulmányok és elemzések a 20. századi magyar irodalomról; Tinta Könyvkiadó, Bp., 2016 (Segédkönyvek a nyelvészet tanulmányozásához)
- Tanuljunk magyarul is! Válogatott nyelvművelő cikkek 2009–2019. Tinta Könyvkiadó, Bp., 2020 (Az ékesszólás kiskönyvtára)[4]